# Увал (Свердловская область)
Увал — деревня в Тавдинском городском округе Свердловской области России. Административный центр Увальского сельсовета.

## География
Расположена в 33 км к юго-востоку от города Тавды.
Климат
Климат континентальный с холодной зимой и тёплым летом.

## Население
| 2002 | 2010 | 2021 |
| ---- | ---- | ---- |
| 263  | ↘234 | ↘175 |